# William S. Biddle

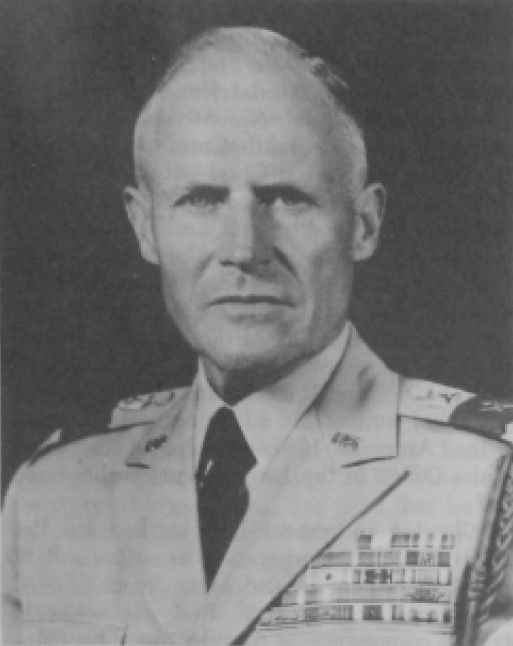
William Shepard Biddle III

William Shepard Biddle III (* 1. Oktober 1900 in Detroit, Wayne County, Michigan; † 24. Januar 1981 in Alexandria, Virginia) war ein Generalmajor der United States Army. Er war unter anderem Kommandeur des III. Korps.

## Leben
William Biddle III war ein Sohn von William Shepard Biddle II (1863–1938) und dessen Frau Margaret Alden Burrell (1876–1966). Der Vater war, wie viele andere Mitglieder der Familie Biddle, Offizier im amerikanischen Militär. In den Jahren 1919 bis 1923 durchlief er die United States Military Academy in West Point. Nach seiner Graduation wurde er als Leutnant in das Offizierskorps des US-Heeres aufgenommen. In der Armee durchlief er anschließend alle Offiziersränge vom Leutnant bis zum Zwei-Sterne-General.
In seinen jüngeren Jahren absolvierte er den für Offiziere in den niederen Rangstufen üblichen Dienst in unterschiedlichen Einheiten und Standorten. Dazu gehörten auch Aufgaben als Stabsoffizier in verschiedenen Hauptquartieren. Vor dem Zweiten Weltkrieg war er unter anderem am Panamakanal stationiert. Außerdem war er Militärattaché an den amerikanischen Botschaften in Paris und London. 
Während des Zweiten Weltkriegs war Biddle auf dem europäischen Kriegsschauplatz eingesetzt. Er war zunächst in Großbritannien stationiert und nahm dann an den Kämpfen in Nordafrika teil. Danach erhielt er das Kommando über die 113. Panzergruppe (113th Mechanized Cavalry Group), mit der er Anfang Juni 1944 an der Landung der Alliierten in der Normandie teilnahm. In der Folge drang seine Einheit zusammen mit anderen Verbänden nach Osten in Richtung Deutschland vor. Im April 1945 wurde die Elbe erreicht.
Nach dem Krieg setzte Biddle seine Offizierslaufbahn in verschiedenen Funktionen und Standorten fort. Im Jahr 1947 wurde er Stabsoffizier im Heeresministerium. Im weiteren Verlauf war er in Europa, Japan und Südkorea stationiert. Zwischen Oktober 1953 und April 1954 kommandierte er das III. Korps dessen Hauptquartier sich in Fort Hood dem heutigen Fort Cavazos in Texas befand. Nach zwischenzeitlichen anderen Verwendungen wurde er im Jahr 1959 stellvertretender Kommandeur der 5. Armee. Dieses Amt bekleidete er bis zu seiner Pensionierung im Jahr 1960. 
Nach seiner Pensionierung war er zunächst in Washington, D.C. als Berater tätig. Zwischen 1962 und 1966 leitete er am Pennsylvania Military College in Chester als Zivilist die Kadetten die am ROTC-Programm teilnahmen. Ab 1966 lebte er in Alexandria in Virginia. Er begeisterte sich für den Reitsport und wurde Mitglied im Vorstand der Washington International Horse Show. Außerdem leitete er die Ausbildungsschule für Reiter an dem renommierten Reitstall Rock Creek Stables. Er starb am 24. Januar 1981 und wurde auf dem amerikanischen Nationalfriedhof Arlington beigesetzt.

## Orden und Auszeichnungen
William Biddle III erhielt im Lauf seiner militärischen Laufbahn 39 Orden dazu gehörten:
- Army Distinguished Service Medal
- Silver Star
- Legion of Merit
- Bronze Star Medal